# Cólico biliar
Un cólico biliar es un cuadro clínico caracterizado  dolor visceral súbito e intenso en hipocondrio derecho, causado por la obstrucción  intermitente del conducto o en su totalidad de la vesícula biliar, o secundaria a la obstrucción del conducto cístico, generalmente por un cálculo. Este suele durar horas, no cambia de intensidad, y puede acompañarse de náuseas y vómitos.
Su aparición hace referencia a enfermedades de la vía biliar extrahepática, relacionadas con la presencia de litiasis biliar. Es la manifestación mas frecuente de la colelitiasis/ coledocolitiasis y se manifiesta como síntoma silente. 

## Cuadro clínico
Su sintomatología cursa generalmente con dolor de tipo cólico localizado en epigastrio, de presentación aguda repentina, intermitente y fluctuante, que generalmente comienza tras comida copiosa y de alto contenido graso. Este dolor se irradia frecuentemente a hipocondrio derecho y al borde inferior de la escápula. El dolor se puede mantener entre 30 y 60 minutos. Suele asociarse a náuseas, vómitos, sudoración y ocasionalmente a ictericia leve transitoria en múltiples ataque cuando no cesa entre ataques no desaparece, sino que aumenta en intensidad hasta que permanece constante y alcanza su máxima intensidad a las 48 horas sin no existe tratamiento.

## Diagnóstico
Es necesaria la toma de hemograma, pruebas de función hepática y perfil metabólico. Para el diagnostico diferencial se debe comprobar la ausencia de leucocitosis, puesto que si la hay, el diagnóstico iría enfocado a una colecistitis aguda y no a un cólico biliar.  
Se debe complementar con ultrasonido abdominal para evaluar el diámetro de la vía biliar, si existe sospecha clínica y/o por laboratorio de obstrucción, para descartar una posible coledocolitiasis.

## Tratamiento

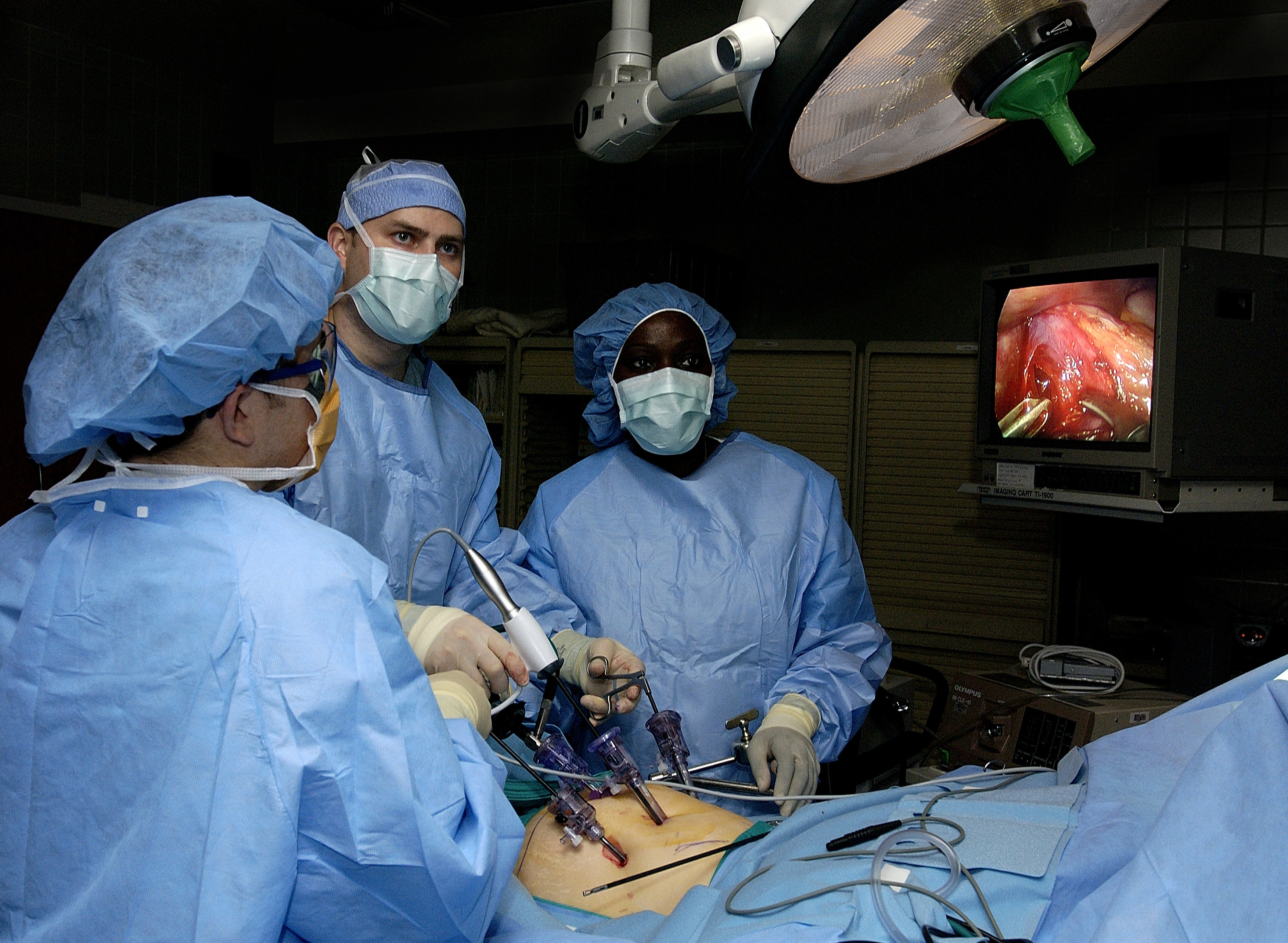
Laparoscopia

- Farmacológico: es principalmente con antiinflamatorios no esteroideos, estos son los analgésicos de primera elección en el cólico biliar no complicado, ya que son más efectivos, tienen capacidad de mejorar el pronóstico y limitan la evolución del cólico a colecistitis aguda. Si existe una contraindicación o si el dolor no cesa, se inicia con opioides. En otras opciones encontramos los antiespasmódicos.[5]
- Colecistectomía: el tratamiento definitivo es la colecistectomía electiva, que es la extirpación de la vesícula biliar. [3][6] Es el tratamiento quirúrgico por cirugía abierta o mediante cirugía laparoscópica.
- Litotricia: pulveriza los cálculos o piedras de la vesícula.

- Ácido ursodesoxicólico (AUDC): se ha abandonado el uso de AUDC en el tratamiento de la litiasis biliar en pacientes con cálculos pequeños no calcificados en una vesícula funcional, excepto en pacientes con síndrome LPAC (síndrome de colelitiasis asociada a bajos niveles de fosfolípidos).[7]